# Tatra T6A2
Tatra T6A2 — односторонній односекційний високопідлоговий, чотиривісний трамвайний вагон, що серійно виготовлявся з 1988 по 1999 роки чехословацьким та чеським підприємством «ČKD» у м. Прага.

## Модифікації
Традиційно для вагонів «Tatra», T6A2 модифікувалися окремо для кожної країни, в яку поставлялися. Від цього залежить перша буква приставки.
- Tatra T6A2B — заводська модифікація для Болгарії. Перші трамваї надійшли до Софії у 1991 році.
- Tatra T6A2D — заводська модифікація, що вироблялася для Німецької Демократичної Республіки. Перші пробні екземпляри були виготовлені у 1985 році. Вони пройшли випробування у Празі і були направлені у Дрезден. Серійне виробництво вагонів розпочалося у 1988 році.
  - Tatra B6A2D — причепний безмоторний вагон, що виготовлялася для НДР. Від моторних вагонів відрізняється тим, що немає кабіни водія. Було випущено 64 штук.
- Tatra T6A2H — заводська модифікація для Угорщини. Перші трамваї надійшли до Сегед у 1997 році.

## Міста експлуатації
Міста експлуатації:
| Країна    | Місто     | Тип   | Роки поставок | Кількість, шт | Реєстраційний номер |
| Болгарія  | Софія     | T6A2B | 1991—1999     | 57            | 2001—2057           |
| Німеччина | Берлін    | T6A2D | 1988—1990     | 118           | 218 101—218 218     |
| Німеччина | Дрезден   | T6A2D | 1985—1988     | 4             | 226 001—226 004     |
| Німеччина | Лейпциг   | T6A2D | 1988—1991     | 28            | 1001—1028           |
| Німеччина | Магдебург | T6A2D | 1989          | 6             | 1275—1280           |
| Німеччина | Росток    | T6A2D | 1989—1990     | 24            | 601—624             |
| Німеччина | Шверін    | T6A2D | 1989          | 6             |                     |
| Угорщина  | Сегед     | T6A2H | 1997          | 13            | 900—912             |

У 2000-х роках Берлін через оновлення рухомого складу здійснював активний розпродаж вагонів Tatra T6A2D. Всі вони перед цим пройшли ремонт у Німеччині. Такі вагони закуповував Щецин.